# Le Prince charmant (film, 1942)
Pour les articles homonymes, voir Prince charmant (homonymie).
Pour plus de détails, voir Fiche technique et Distribution.
Le Prince charmant est un film français réalisé en 1941 par Jean Boyer, sorti en 1942.

## Fiche technique
- Titre : Le Prince charmant
- Réalisation : Jean Boyer
- Scénario et dialogues : Michel Duran
- Photographie : Victor Arménise
- Décors : Jacques Colombier
- Son : Jacques Lebreton
- Montage : Louisette Hautecoeur
- Musique : Georges Van Parys
- Production : C.C.F.C. (Compagnie Commerciale Française Cinématographique)
- Pays d'origine :  France
- Durée : 100 minutes
- Genre : Comédie
- Date de sortie : 
  - France - 26 mars 1942
- Affiche : Georges Dastor (France)

## Distribution
- Lucien Baroux - Ambroise Bréchaud
- Renée Faure - Rosine
- Jimmy Gaillard - Thierry
- Sabine André - Ginette
- Robert Arnoux - Ernset
- Germaine Lix - Madame Bréchaud
- Christian-Gérard - Arsène
- Louis Florencie - François
- Léon Walther - Le comte de Danrémont
- Simone Signoret
- Maurice Salabert - Le patron du café